# Alpraktbagge
Alpraktbagge (Dicerca alni) är en skalbaggsart som först beskrevs av Fischer von Waldheim 1823.  Alpraktbagge ingår i släktet Dicerca, och familjen praktbaggar. Enligt den finländska rödlistan är arten sårbar i Finland. Enligt den svenska rödlistan är arten sårbar i Sverige. Arten förekommer på Öland, Götaland och Svealand. Arten har tidigare förekommit i Nedre Norrland men är numera lokalt utdöd. Artens livsmiljö är naturlundskogar.

## Bildgalleri

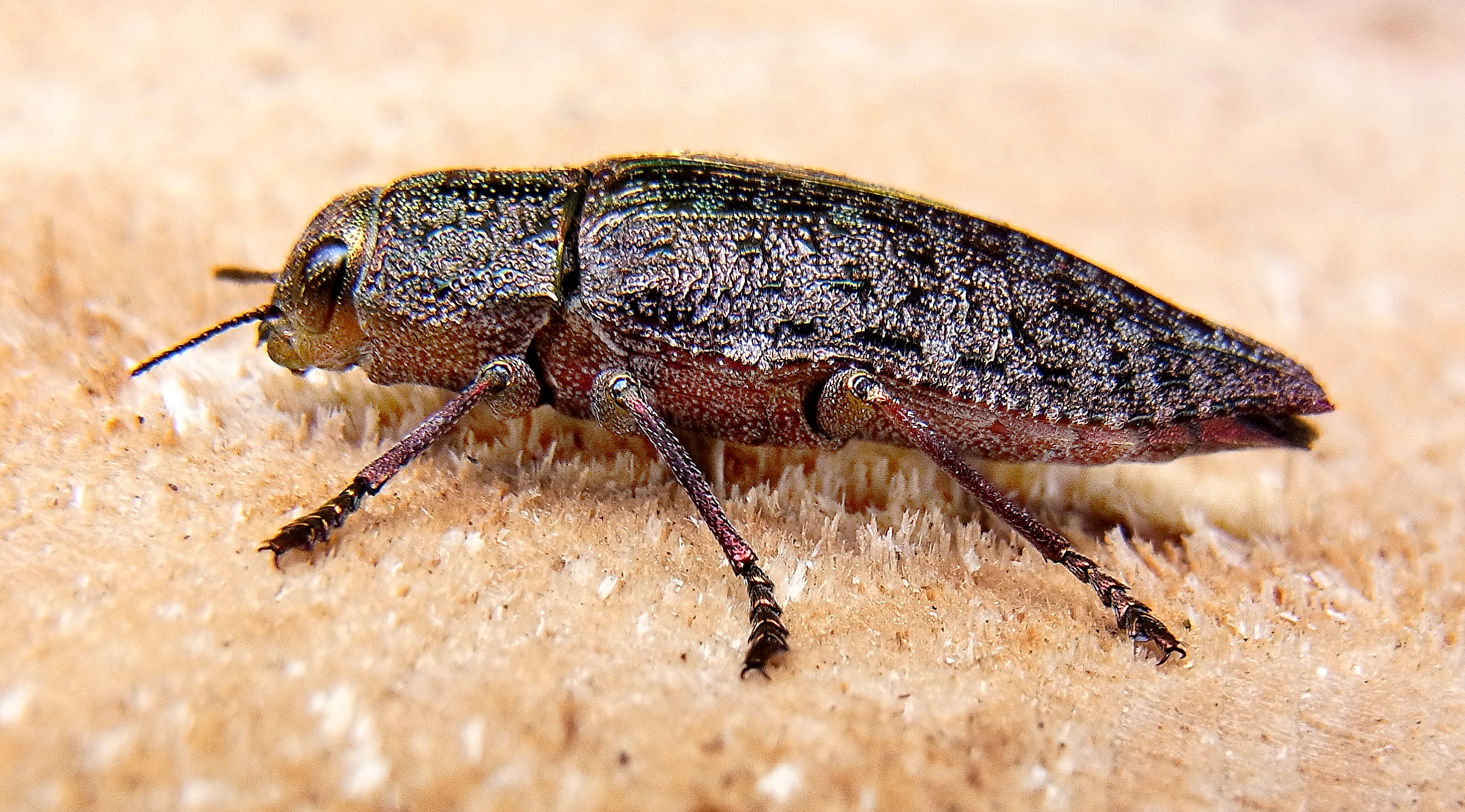
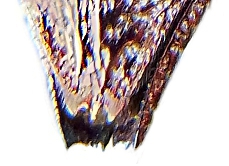